# Peggy Sue Got Married (película de 1986)
Peggy Sue Got Married (en España, Peggy Sue se casó; en Argentina, México, Peggy Sue, su pasado la espera) es una película romántica estadounidense de 1986 dirigida por Francis Ford Coppola, con Kathleen Turner y Nicolas Cage como actores principales. La película fue candidata a tres Oscar: a la mejor fotografía, a la mejor actriz principal y al mejor vestuario.

## Argumento
En 1985, Peggy Sue es una mujer que está a punto de separarse de su marido Charlie, quien mantiene una relación extramatrimonial. Durante el proceso de separación, Peggy Sue asiste a la fiesta de 25 años de su promoción donde se reencuentra con amigos del instituto. A pesar de los buenos recuerdos, Peggy Sue se encuentra muy alterada emocionalmente y cuando es elegida la Reina de la Noche sufre un ataque de corazón. Cuando se despierta se encuentra de nuevo en los años 1960, con su exmarido siendo su novio, conviviendo con sus padres conservadores y con la posibilidad de arreglar todo aquello que le había llevado a ser infeliz en 1985, planteando el tema del destino y las segundas oportunidades.

## Reparto
| Actor              | Personaje                      |
| ------------------ | ------------------------------ |
| Kathleen Turner    | Peggy Sue Kelcher-Bodell       |
| Nicolas Cage       | Charlie "Crazy Charlie" Bodell |
| Barry Miller       | Richard Norvik                 |
| Catherine Hicks    | Carol Heath                    |
| Joan Allen         | Maddy Nagle                    |
| Kevin J. O'Connor  | Michael Fitzsimmons            |
| Jim Carrey         | Walter Getz                    |
| Lisa Jane Persky   | Delores Dodge                  |
| Lucinda Jenney     | Rosalie Testa                  |
| Wil Shriner        | Arthur Nagle                   |
| Barbara Harris     | Evelyn Kelcher                 |
| Don Murray         | Jack Kelcher                   |
| Sofia Coppola      | Nancy Kelcher                  |
| John Carradine     | Leo                            |
| Maureen O'Sullivan | Elizabeth Alvorg               |
| Leon Ames          | Barney Alvorg                  |
| Helen Hunt         | Beth Bodell                    |
| Glenn Withrow      | Terry                          |
| Marshall Crenshaw  | Músico en la reunión           |